# Heimatmuseum Halver

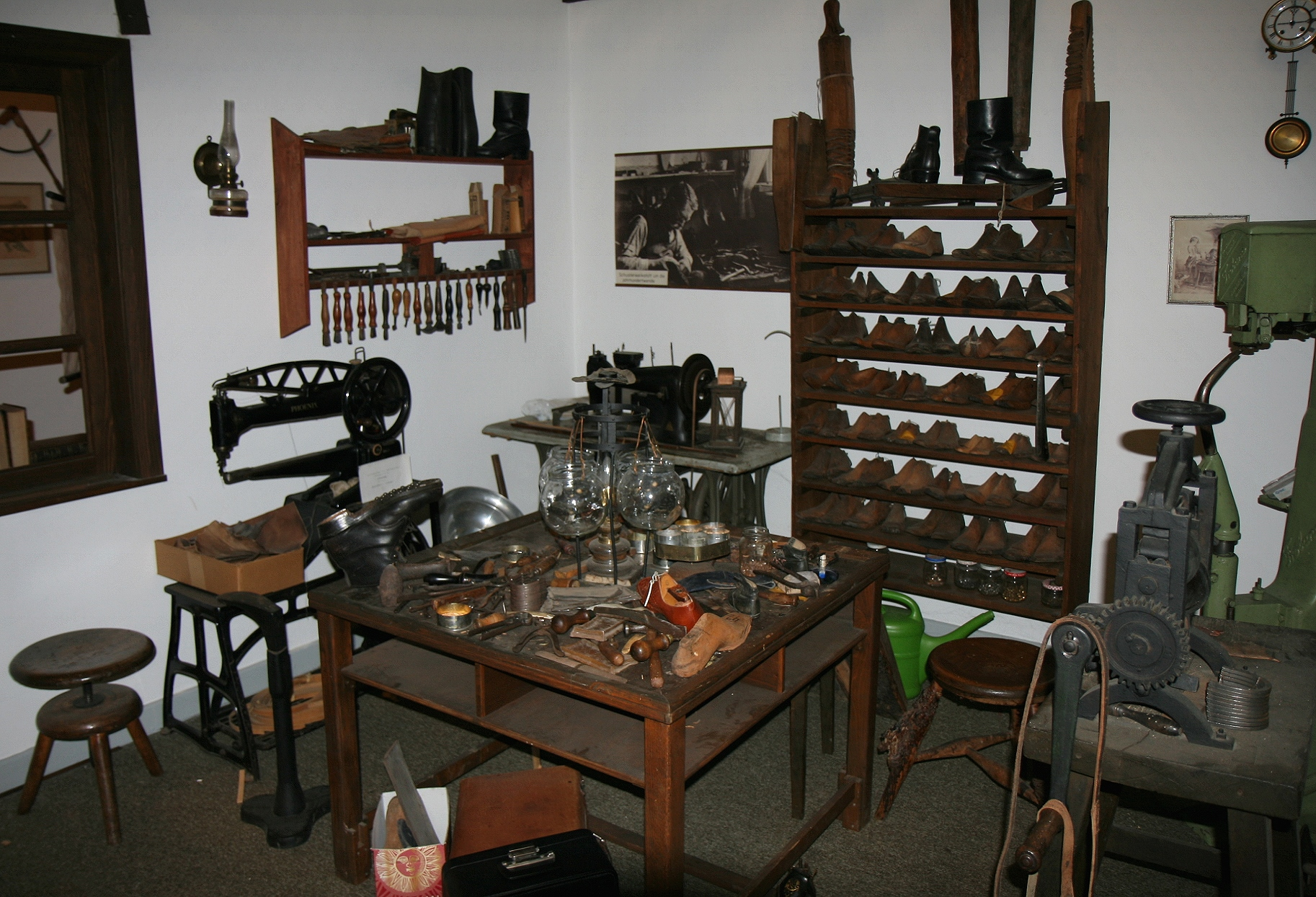
Schusterwerkstatt

Das Heimatmuseum Halver war ein Stadtmuseum in Halver. Das Heimatmuseum wurde 1979 eröffnet. Zu den Schwerpunkten zählten die Darstellung des bäuerlichen Lebens, Handwerk und Eisenindustrie. Ausgestellt wurden insbesondere das Inventar einer Schusterwerkstatt und einer alten Schmiede sowie zahlreiche landwirtschaftliche Geräte. Ferner waren alte Ansichten Halvers und Porträts von Persönlichkeiten der Stadt zu sehen. Das Haus in der Von-Vincke-Str. 22 wurde im Jahr 2020 abgerissen. Heute befindet sich eine Ausstellung als „Regionalmuseum“ in der Villa Wippermann.

## Lage
- Regionalmuseum Villa Wippermann, Frankfurter Straße 45, 58553 Halver